# Östergötlands runinskrifter N267
Östergötlands runinskrifter N267 finns på Väderstads ödekyrkogård i Väderstads socken, Östergötlands län och är en del av en runsten. 

## Historik
Östergötlands runinskrifter N267 är ett fragment av en runsten i rödgranit som hittades 1930 på Stora Valby i Väderstads socken. Stenen fastcementerades i ett stenblock som är placerat i en sluttande terräng av moränmark och hagmark på Väderstads ödekyrkogård, cirka en kilometer sydost om Väderstads kyrka. Den är 90 centimeter hög, 80 centimeter bred och 30 centimeter tjock.
Runornas höjd är 7-9 cm. Ornamentiken består av en rak slinga i rundbågestil och ristningen är vänd mot norr. 

## Translitterering

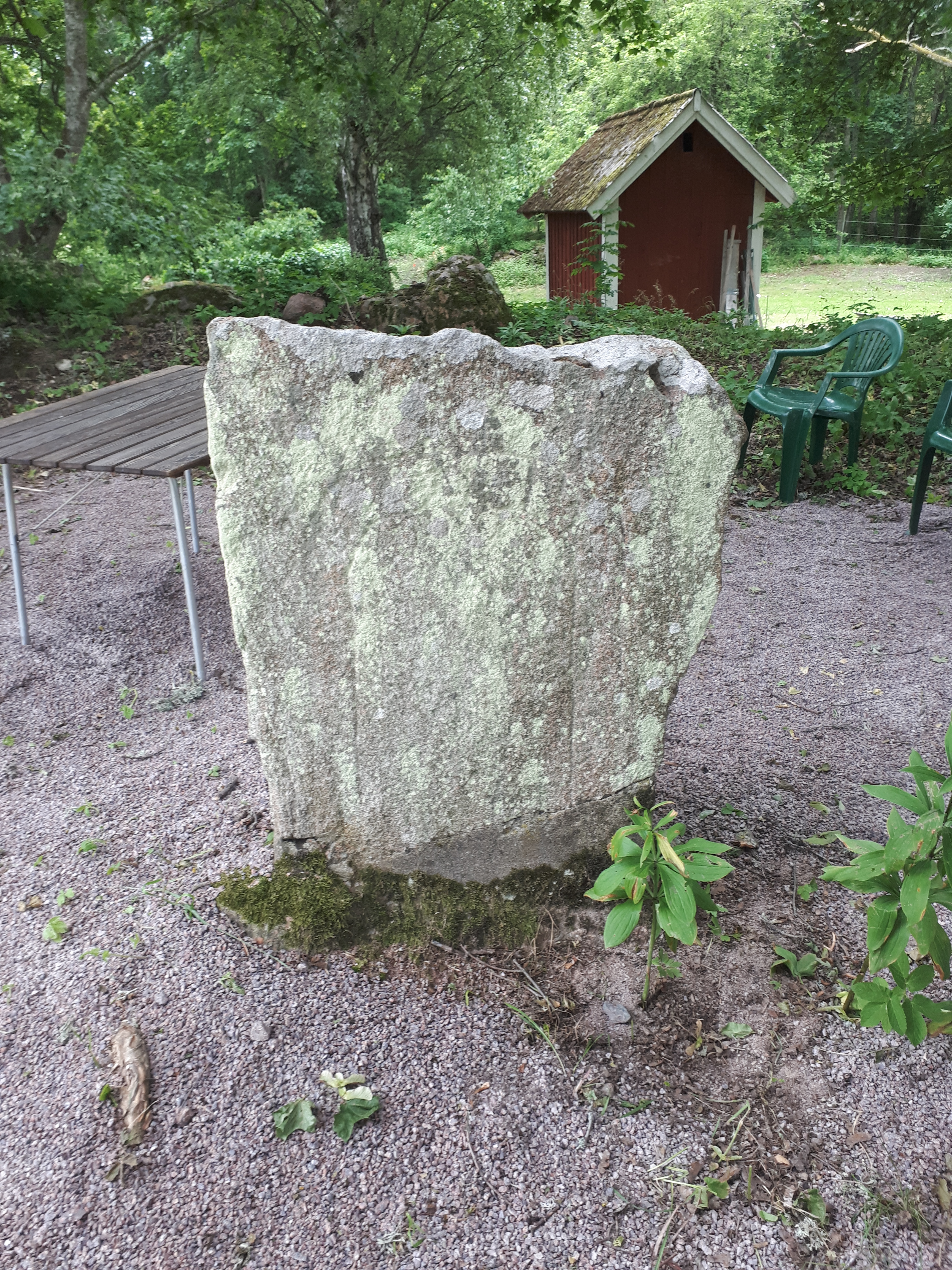

I translittererad form lyder runinskriften:
Translitterering av runraden:
... ...(r)(u)(a) : kumlu : þisi : iftiʀ · ...
Normalisering till fornvästnordiska:
... [gæ]rva kumbl þessi æftiʀ ...